# Kotwica Kołobrzeg
El Miejski Klub Piłkarski Kotwica Kołobrzeg, conocido como MKP Kotwica Kołobrzeg o simplemente Kotwica Kołobrzeg, fue un club de fútbol polaco de la ciudad de Kołobrzeg.
Fundado el 15 de agosto de 1946, el 23 de junio de 2025 solicitó la insolvencia y entró en liquidación, lo que supuso el cese de la actividad del primer equipo. Tras ello, aficionados y activistas locales crearon un club fénix, Morski Klub Sportowy «Kotwica» Kołobrzeg, que mantuvo el escudo histórico y los colores blanco y azul y fue admitido por la Federación de Pomerania Occidental en la Klasa okręgowa, Grupo I, sexta categoría, para la temporada 2025-26.
El Kotwica Kołobrzeg dispone igualmente de varias secciones deportivas, destacando la de baloncesto, que compite en la Polska Liga Koszykówki. Sus colores tradicionales son el azul y el blanco.